# Anna Dvořáková (1854)
Anna Dvořáková, rozená Čermáková (17. června 1854 Praha – 14. července 1931 Vysoká u Příbramě) byla žačka a manželka hudebního skladatele Antonína Dvořáka, pěvkyně, altistka a kontraaltistka. Sestra herečky Josefíny Čermákové-Kounicové.
Od roku 1880 zpívala v Praze v ruském kostele, koncertně zpívala kantáty Antonína Dvořáka, zejména sóla ve Stabat mater, sólově v Dvořákově Requiem. Se svým manželem také cestovali, v letech 1892–1895 žili s částí rodiny v New Yorku.

## Galerie

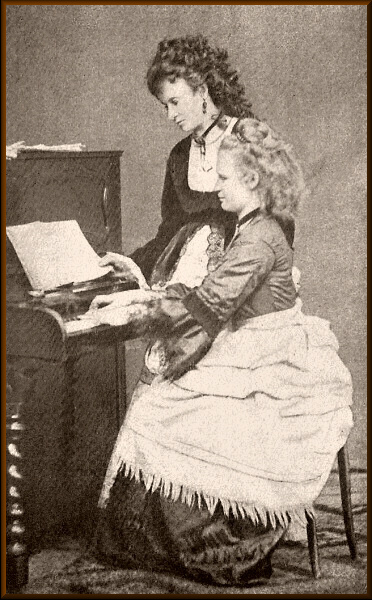
Sestry Čermákovy
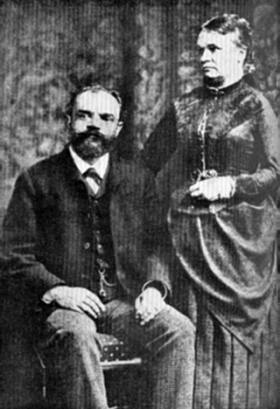
Manželé v Londýně roce 1886
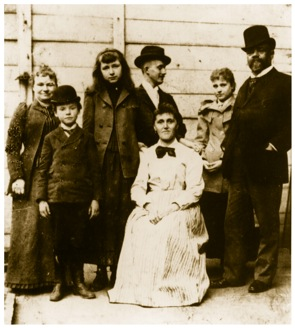
S rodinou v USA v roce 1893
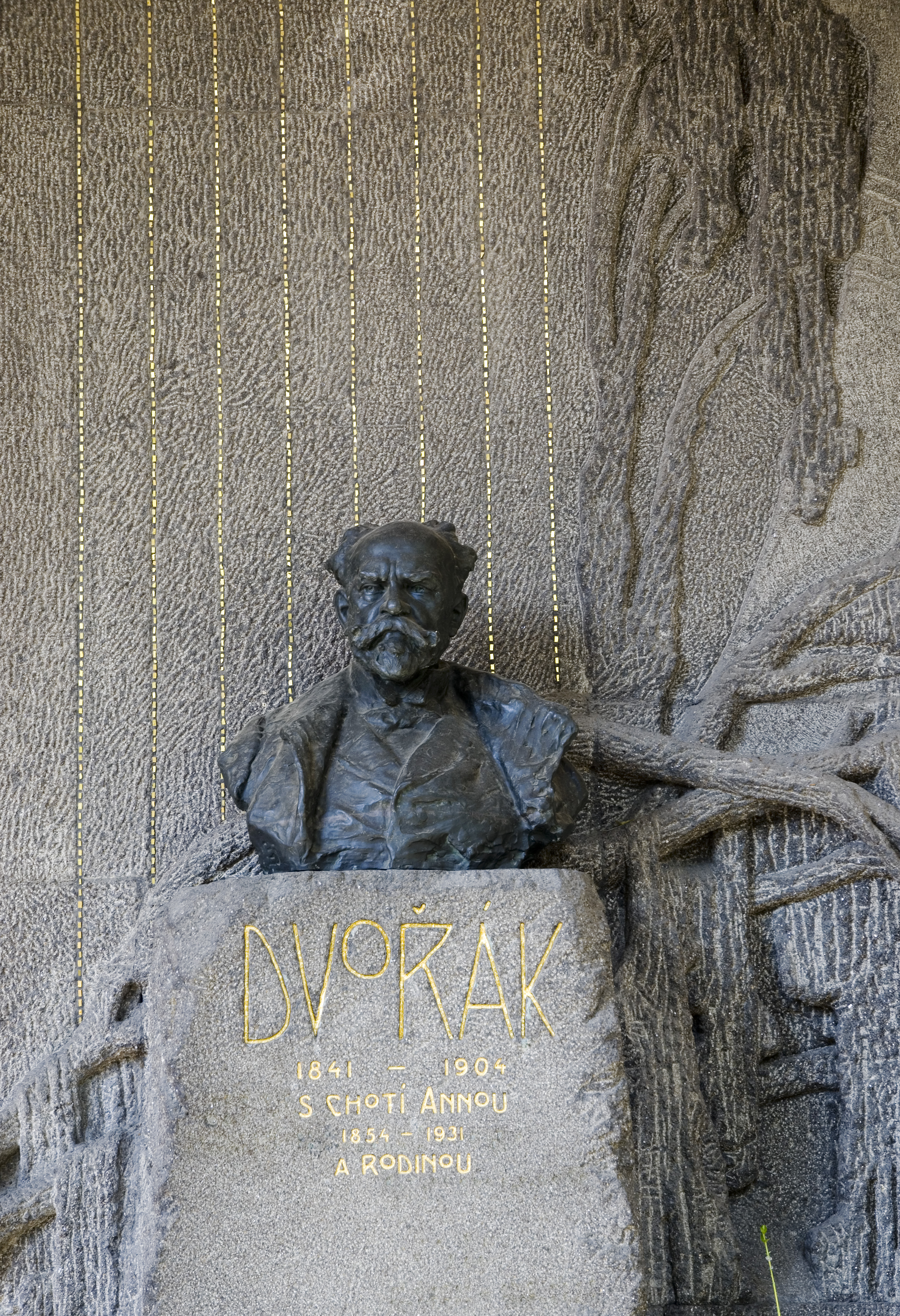
Rodinný hrob na Vyšehradě